# Grupo etnolingüístico
Un grupo etnolingüístico es un grupo que está unificada por tanto un común origen étnico y la lengua. La mayoría de los grupos étnicos comparten un primer idioma. Sin embargo, el término se usa a menudo para enfatizar que el idioma es una base importante para el grupo étnico, especialmente con respecto a sus vecinos. 
Un concepto central en el estudio lingüístico de los grupos etnolingüísticos es la vitalidad etnolingüística, la capacidad del idioma y la etnia del grupo para sostenerse por sí mismos. Es poco probable que un grupo etnolingüístico que carece de tal vitalidad sobreviva como una entidad distinta. Los factores que influyen en la vitalidad etnolingüística son la demografía, el control institucional y el estado (incluidos los factores de planificación del lenguaje).

## Otras lecturas
- John M Levine; Michael A. Hogg (15 de septiembre de 2009). Encyclopedia of Group Processes and Intergroup Relations. SAGE Publications. pp. 252-. ISBN 978-1-4522-6150-8.  John M Levine; Michael A. Hogg (15 de septiembre de 2009). Encyclopedia of Group Processes and Intergroup Relations. SAGE Publications. pp. 252-. ISBN 978-1-4522-6150-8.  John M Levine; Michael A. Hogg (15 de septiembre de 2009). Encyclopedia of Group Processes and Intergroup Relations. SAGE Publications. pp. 252-. ISBN 978-1-4522-6150-8.
- Diarmait Mac Giolla Chríost (2004). Language, Identity and Conflict: A Comparative Study of Language in Ethnic Conflict in Europe and Eurasia. Routledge. ISBN 978-1-134-51202-7.  Diarmait Mac Giolla Chríost (2004). Language, Identity and Conflict: A Comparative Study of Language in Ethnic Conflict in Europe and Eurasia. Routledge. ISBN 978-1-134-51202-7.  Diarmait Mac Giolla Chríost (2004). Language, Identity and Conflict: A Comparative Study of Language in Ethnic Conflict in Europe and Eurasia. Routledge. ISBN 978-1-134-51202-7.
- Lamy, Paul (1979). «Language and Ethnolinguistic Identity: The Bilingualism Question». International Journal of the Sociology of Language 1979 (20): 23-36. doi:10.1515/ijsl.1979.20.23.
- Sachdev, Itesh y Richard Y. Bourhis. "Lenguaje e identificación social". Teoría de la identidad social: avances constructivos y críticos 211 (1990): 229.
- Giles, Howard, Richard Y. Bourhis y Donald M. Taylor. "Hacia una teoría del lenguaje en las relaciones entre grupos étnicos". Lengua, etnia y relaciones intergrupales 307348 (1977).
- Bourhis, Richard Y. "El lenguaje en la interacción étnica: un enfoque psicológico social". Lengua y relaciones étnicas (1979): 117-141.

- Datos: Q4533081